# Montrose (Wirginia)
Montrose – jednostka osadnicza w Stanach Zjednoczonych, w stanie Wirginia, w hrabstwie Henrico.